# Jackson McDonald
Jackson C. McDonald né en 1956 en Floride, est un ancien diplomate américain et un officier de carrière du service extérieur américain.

## Biographie et étude
McDonald née en Floride aux États-Unis, a étudié à la Edmund A. Walsh School of Foreign Service de l'université de Georgetown, à l'Institut d'études politiques de Paris connu sous le nom de Sciences Po et à l'École nationale d'administration de Paris.

## Carrière
Il a commencé sa carrière dans le service extérieur américain en 1980 en tant que troisième secrétaire et vice-consul à l'ambassade américaine à Dacca, au Bangladesh. De 1982 à 1984, il a été agent de pays pour le Bangladesh au département d'État américain.
En 1984, il s'est porté volontaire à l'ambassade américaine à Beyrouth, au Liban, où il a occupé le poste de deuxième secrétaire aux affaires politiques pendant deux ans.
Après une année de formation en langue russe, McDonald a été premier secrétaire aux affaires politiques à l'ambassade américaine à Moscou, en Union soviétique, de 1990 à 1991. Début 1992, il s'est porté volontaire pour ouvrir l'ambassade américaine à Almaty, au Kazakhstan, où il a d'abord été chargé d'affaires puis chef de mission adjoint jusqu'en 1994. De 1994 à 1997, McDonald a été consul général à Marseille, en France, avec une double accréditation auprès de la Principauté de Monaco .
Diplômé du Senior Seminar du département d'État américain en 1998, il a été nommé chef de mission adjoint à l'ambassade américaine à Abidjan, en Côte d'Ivoire . En octobre 2001, il a prêté serment en tant qu'ambassadeur des États-Unis en république de Gambie, poste qu'il a occupé jusqu'en mai 2004 avant d'être nommé à son poste d'ambassadeur en République de Guinée, poste qu'il occupe jusqu'en 2007.
De 2007 à 2009, McDonald a été conseiller principal pour les négociations et les accords de sécurité au département d'État américain à Washington. À ce titre, il a été le négociateur en chef du gouvernement américain pour les accords politico-militaires avec des gouvernements étrangers afin de soutenir le stationnement et le déploiement de personnel militaire américain à l'étranger. De 2009 à 2010, il a occupé la chaire du département d'État à la faculté du National Defense Intelligence College, avant d'être nommé tout premier conseiller en politique étrangère du commandant du US Cyber Command.
En 2011, McDonald a pris sa retraite du service extérieur américain et a poursuivi son intérêt de toute une vie pour les affaires étrangères en tant que consultant. Il est vice-président exécutif de Jefferson Waterman International, une société internationale de conseil politique et commercial à Washington, DC.

## Reconnaissance
McDonald a reçu six fois le Superior Honor Award du département d'État américain ainsi que le Presidential Performance Award. 
Il est officier (honoraire) de l'Ordre national de la République de Gambie.